# Stana Katic
Stana Katic (Hamilton, 26 de abril de 1978) é uma atriz canadense, com ascendência servo-croata, de cinema e televisão. Ela é mais conhecida por interpretar a detetive Kate Beckett na série Castle da ABC. Posteriormente, estrelou o thriller Absentia, série exibida pelo canal AXN, no papel da agente Emily Byrne.

## Biografia
Stana Katic nasceu em Hamilton, Ontário, de pais sérvios da Croácia e cujas origens se remetem à vila Koljane, no município de Vrlika, e Sinj, ambos localizados na região da Dalmácia. Eles emigraram da antiga Iugoslávia para o Canadá e depois mudaram-se com a família para Aurora, Illinois, onde Katic cresceu com os irmãos: Dusan, Marko, Teodor e Kristina (conhecida como Gigi). Segundo ela, seu nome foi uma homenagem à avó, pois crê-se que "Stana" é um nome que protege contra coisas ruins.
Após completar o ensino médio, Katic cursou Relações Internacionais na Universidade de Toronto e, em seguida, retornou aos Estados Unidos para estudar Artes Cênicas na Escola de Teatro da Universidade DePaul em Chicago. Atualmente, reside em Los Angeles, cidade para a qual se mudou na busca de oportunidades artísticas e onde gravou Castle, série que lhe rendeu diversos prêmios, como o People's Choice Awards de Atriz Favorita de Série Dramática.
Em 25 de abril de 2015, Katic casou-se com seu namorado de longa data Kris Brkljac, um consultor de negócios, em uma cerimônia privada realizada em um monastério familiar na Croácia. E em 20 de junho de 2022, seus representantes informaram que a atriz deu à luz seu primeiro filho com o marido no inverno americano do mesmo ano.

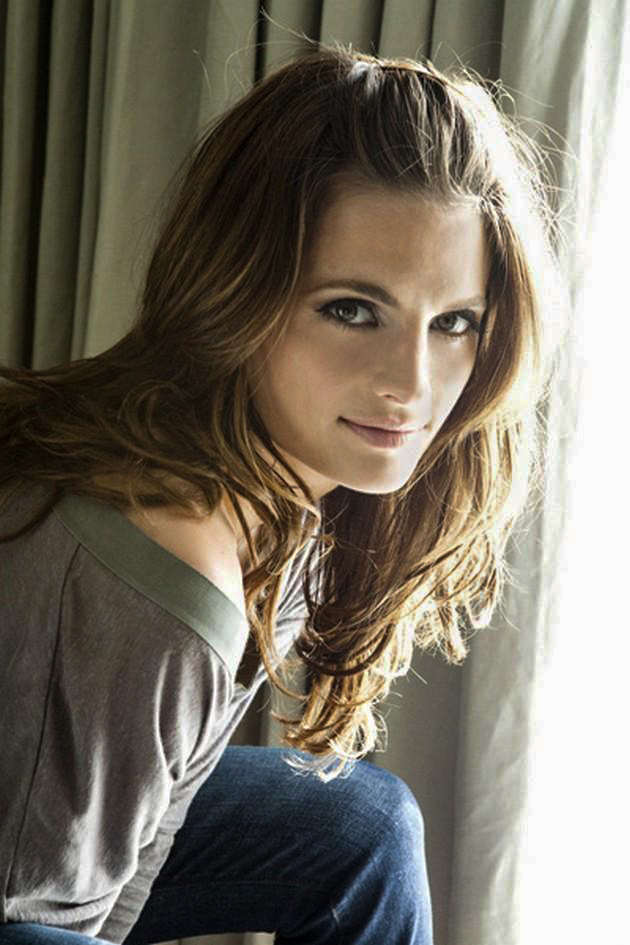
Stana Katic em 2010

## Projetos
Em 2008, Katic criou sua própria companhia de produção, chamada Sine Timore Productions, que em latim significa "sem medo", explorando projetos destemidos e irreverentes. Em 2010, ela fundou o Alternative Travel Project, uma iniciativa que busca encorajar as pessoas a usarem meios de transporte mais amigáveis ao meio ambiente.

## Curiosidades
- Além de inglês, Katic fala francês, italiano e sérvio (e um pouco de croata e bósnio devido à semelhança com o sérvio). Ela ainda está aprendendo espanhol, e já declarou que gostaria de aprender chinês ou português.
- Em seu tempo livre, pratica tiro com arco, falcoaria, equitação, entre outras atividades.
- Ela tem dupla cidadania: americana e canadense.
- Quando adolescente, costumava cortar o cabelo de seus irmãos.
- A facilidade de Katic para idiomas foi muito útil em diversos papéis, nos quais precisou usar sotaques variados: Leste europeu, espanhol, sul-africano, italiano, grego, britânico, entre outros.
- Para o papel da assassina russa Raina no filme Stiletto, treinou manuseio de facas ao estilo da Marinha americana.
- Quando bebê, seu cabelo era tão espetado que seu avô a apelidou de "porco-espinho".
- No 16th Annual PRISM Awards, em 2011, ela levou o prêmio de Melhor Performance em Episódio Dramático por "Kill Shot", o 9º episódio da 4ª temporada de Castle, no qual Beckett apresentou sintomas de estresse pós-traumático.
- Katic foi a chefe dos jurados no 51st Zlín Film Festival, que aconteceu entre 29 de maio e 5 de junho de 2011 na República Tcheca. Durante o festival, ela cantou a música "Hey Blue Eyes", de composição própria, para o público presente.
- Em 2012, ela fez uma participação especial no episódio de estreia da websérie Fletcher Drive, "The Intervention", como Greta.
- As perfomances de Katic em votações e listas online são ótimas, seja por sua atuação, sua beleza, ou sua química com Nathan Fillion. Ela levou o Shorty Awards de Melhor Atriz em 2011; foi votada a Atriz Mais Glamourosa do Monte-Carlo Television Festival também de 2011; encabeçou a lista do BuddyTV das 100 Mulheres Mais Sexies da TV de 2011; e figurou na disputada lista Hot 100 da revista Maxim em 2012.

## Filmografia

### Filmes
| Ano  | Título                         | Personagem       | Notas |
| ---- | ------------------------------ | ---------------- | ----- |
| 1999 | Acid Freaks                    | Annie            |       |
| 2003 | Shut-Eye                       | Angela           |       |
| 2005 | Pit Fighter                    | Marianne         |       |
| 2007 | Feast of Love                  | Jenny            |       |
| 2008 | Stiletto                       | Raina Mavias     |       |
| 2008 | Quantum of Solace              | Corinne Veneau   |       |
| 2008 | The Spirit                     | Morgenstern      |       |
| 2010 | Truth About Kerry              | Emma             |       |
| 2010 | For Lovers Only                | Sophia           |       |
| 2011 | The Double                     | Amber            |       |
| 2013 | Big Sur                        | Lenore Kandel    |       |
| 2013 | Superman: Unbound              | Lois Lane        | Voz   |
| 2013 | CBGB                           | Genya Ravan      |       |
| 2016 | The Rendezvous                 | Rachel Rozman    |       |
| 2017 | Lost in Florence               | Anna             |       |
| 2018 | The Possession of Hannah Grace | Lisa Roberts     |       |
| 2019 | A Call to Spy                  | Vera Atkins      |       |
| 2021 | Justice Society: World War II  | Mulher-Maravilha | Voz   |

### Televisão
| Ano       | Título                                            | Papel                      | Notas                                         |
| --------- | ------------------------------------------------- | -------------------------- | --------------------------------------------- |
| 2004      | The Handler                                       | Mariella                   | 1 episódio                                    |
| 2004      | Alias                                             | Comissária de Bordo        | 1 episódio                                    |
| 2004      | L.A. Dragnet                                      | Miriam Nelson              | 1 episódio                                    |
| 2004      | The Shield                                        | Ayla                       | 2 episódios                                   |
| 2004      | JAG                                               | Lucienne Charmoli          | 1 episódio                                    |
| 2005      | The Closer                                        | Nadia Orwell               | 1 episódio                                    |
| 2005      | ER                                                | Blaire Collins             | 2 episódios                                   |
| 2006      | 24                                                | Collette Stenger           | 3 episódios                                   |
| 2006      | Dragon Dynasty                                    | Ava                        | Filme para TV                                 |
| 2006      | Brothers & Sisters                                | Karen Wells                | 1 episódio                                    |
| 2006      | Faceless                                          | Diana Palos                | Filme para TV                                 |
| 2007      | Heroes                                            | Hana Gitelman              | 2 episódios                                   |
| 2007      | CSI: Miami                                        | Rita Sullivan              | 1 episódio                                    |
| 2007      | The Unit                                          | Agente Especial Debra Lane | 1 episódio                                    |
| 2007      | Company Man                                       | Donna Baker                | 1 episódio                                    |
| 2008      | Would be Kings                                    | Julianna Martinelli        | 2 episódios                                   |
| 2008      | The Librarian III: The Curse of the Judas Chalice | Simone Renoir              | Filme para TV                                 |
| 2009-2016 | Castle                                            | Kate Beckett               | Protagonista com Nathan Fillion 171 episódios |
| 2012      | Fletcher Drive                                    | Greta                      | 1 episódio                                    |
| 2016      | Sister Cities                                     | Carolina Baxter            | Filme para TV                                 |
| 2017-2020 | Absentia                                          | Emily Byrne                | Protagonista e produtora 30 episódios         |

### Vídeo games
| Ano  | Título              | Papel         | Notas |
| ---- | ------------------- | ------------- | ----- |
| 2011 | Batman: Arkham City | Talia al Ghul | Voz   |

## Prêmios e nomeações
| Ano  | Prêmio                 | Categoria                                                      | Série/Filme | Resultado |
| ---- | ---------------------- | -------------------------------------------------------------- | ----------- | --------- |
| 2009 | Satellite Awards       | Melhor Atriz em Série Dramática                                | Castle      | Nomeada   |
| 2011 | TV Guide Awards        | Casal Favorito Que Devia (partilhado com Nathan Fillion)       | Castle      | Venceu    |
| 2012 | TV Guide Awards        | Casal de TV Favorito (partilhado com Nathan Fillion)           | Castle      | Venceu    |
| 2012 | PRISM Awards           | Performance em Episódio Dramático (partilhado com Jon Huertas) | Castle      | Venceu    |
| 2013 | TV Guide Awards        | Casal de TV Favorito (partilhado com Nathan Fillion)           | Castle      | Venceu    |
| 2013 | People's Choice Awards | Atriz Favorita de Série Dramática                              | Castle      | Nomeada   |
| 2014 | People's Choice Awards | Atriz Favorita de Série Dramática                              | Castle      | Venceu    |
| 2014 | People's Choice Awards | Química no Ecrã Favorita (partilhado com Nathan Fillion)       | Castle      | Nomeada   |
| 2014 | TV Guide Awards        | Duo Favorito (partilhado com Nathan Fillion)                   | Castle      | Nomeada   |
| 2014 | TV Guide Awards        | Atriz Favorita                                                 | Castle      | Venceu    |
| 2015 | People's Choice Awards | Duo de TV Favorito (partilhado com Nathan Fillion)             | Castle      | Nomeada   |
| 2015 | People's Choice Awards | Atriz Favorita de Crime e Drama de TV                          | Castle      | Venceu    |
| 2016 | People's Choice Awards | Atriz Favorita de Crime e Drama de TV                          | Castle      | Venceu    |